# Wilhelm Mohnke
Wilhelm Mohnke (Lübeck, 15 de março de 1911 — Hamburgo, 6 de agosto de 2001) foi um oficial militar alemão e um dos membros originais da Stabswache Berlin (Guarda de Estado-Maior de Berlim) da Schutzstaffel, formada em março de 1933. Mohnke, que havia se juntado ao Partido Nazista em setembro de 1931, subiu nas fileiras até se tornar um dos últimos oficiais-generais de Adolf Hitler no final da Segunda Guerra Mundial na Europa.
Mohnke participou dos combates na França, Polônia e nos Bálcãs como parte da 1.ª Divisão SS Leibstandarte SS Adolf Hitler. Em 1943, foi nomeado comandante de um regimento da 12.ª Divisão Panzer SS Hitlerjugend. Ele liderou a unidade na Batalha de Caen, recebendo a Cruz de Cavaleiro da Cruz de Ferro em 11 de julho de 1944. Em dezembro de 1944, Mohnke foi designado para comandar a divisão Leibstandarte Adolf Hitler durante a Batalha das Ardenas.
Durante a Batalha de Berlim, comandou o Kampfgruppe Mohnke (Grupo de Combate Mohnke) e foi encarregado de defender o distrito governamental, incluindo a Chancelaria do Reich e o Reichstag.
Após a guerra, ele foi investigado por crimes de guerra, incluindo acusações de ser responsável pela execução de prisioneiros na França em 1940, na Normandia em junho de 1944 e na Bélgica em dezembro de 1944. Embora tenha passado dez anos sob custódia soviética, Mohnke nunca foi formalmente acusado de crimes e faleceu em 2001, aos 90 anos.

## Promoções
- 1 de outubro de 1939  - SS-Sturmhauptführer
- 1 de setembro de 1940 - SS-Sturmbannführer
- 21 de junho de 1943   - SS-Obersturmbannführer
- 21 de junho de 1944   - SS-Standartenführer
- 4 de novembro de 1944 - SS-Oberführer
- 30 de janeiro de 1945 - SS-Brigadeführer

## Honrarias
- Cruz de ferro de segunda classe
- Cruz de ferro de primeira classe
- Distintivo de ferido em ação (preto)
- Distintivo da infantaria de assalto
- Cruz de mérito de guerra com espadas
- Distintivo de ferido em ação (prata)
- Cruz Germânica em Ouro
- Cruz de Cavaleiro da Cruz de Ferro